# Psilotreta falcula
Psilotreta falcula là một loài Trichoptera trong họ Odontoceridae. Chúng phân bố ở miền Cổ bắc.